# Električni potencial
Eléktrični potenciál (oznaka φ ali U) je fizikalna in elektrotehniška količina, določena v električnem polju kot električna potencialna energija na enoto električnega naboja. Je skalarni potencial.
Točke v prostoru, v katerih ima električni potencial isto vrednost, sestavljajo ekvipotencialne ploskve (ekvipotenciale). Razlika med električnimi potenciali je električna napetost.
Električna poljska jakost je določena kot negativni gradient električnega potenciala:
{\displaystyle {\vec {\mathbf {E} }}=-{\vec {\nabla }}\varphi \!\,.}
Mednarodni sistem enot predpisuje za električni potencial izpeljano enoto volt.

## Vpeljava električnega potenciala
Na točkast naboj {\displaystyle e\!\,} deluje v zunanjem električnem polju {\displaystyle {\vec {\mathbf {E} }}\!\,} konservativna elektrostatska sila {\displaystyle e{\vec {\mathbf {E} }}\!\,}, ki pri premiku iz točke r' v točko r opravi delo, ki je enako spremembi električne potencialne energije:
{\displaystyle A=\int {\vec {\mathbf {F} }}\,\operatorname {d} {\vec {\mathbf {s} }}=e\int _{\vec {\mathbf {r'} }}^{\vec {\mathbf {r} }}{\vec {\mathbf {E} }}\,\operatorname {d} {\vec {\mathbf {s} }}\!\,.}
Zapisani določeni integral predstavlja potencialno razliko, ki se v primeru električnega potenciala imenuje električna napetost:
{\displaystyle U({\vec {\mathbf {r'} }},{\vec {\mathbf {r} }})=\int _{\vec {\mathbf {r'} }}^{\vec {\mathbf {r} }}{\vec {\mathbf {E} }}\,\operatorname {d} {\vec {\mathbf {s} }}\!\,.}
Pogosto si pri računu izbere neko točko {\displaystyle {\vec {\mathbf {r} }}_{0}\!\,} in računa napetosti vseh točk glede na dano točko. V tem primeru se krajevnega vektorja {\displaystyle {\vec {\mathbf {r} }}_{0}\!\,} ne navaja vsakič, saj je konstanten. Tako vpeljana električna napetost se imenuje električni potencial {\displaystyle U({\vec {\mathbf {r} }})\!\,}. Pri obravnavi točkastih nabojev se pogosto za referenčno točko izbere neskončnost ({\displaystyle {\vec {\mathbf {r} }}_{0}\rightarrow \infty \!\,}). Potencial točkastega naboja {\displaystyle e\!\,} se lahko tako zapiše:
{\displaystyle U(r)=-{\frac {1}{4\pi \epsilon _{0}}}{\frac {e}{r}}\!\,.}